# Port de Kokkola
Le port de Kokkola (finnois : Kokkolan satama, LOCODE:FI KOK) est un port situé le quartier d'Ykspihlaja de Kokkola en Finlande.

## Organisation
Le port de Kokkola est composé de trois parties : le port profond, le port de la pierre d'argent et le port principal.

### Port profond (Syväsatama)
Le Port profond manutentionne annuellement environ 7 millions de tonnes de vrac, soit environ 70% du trafic de fret total.
Les cargaisons en vrac manutentionnées dans le port profond de Kokkola comprennent, entre-autres, minerai de fer, charbon, tourbe, pyrite et oxyde de fer.
Les voies ferrées entrent directement au cœur du port profond, où se trouve le terminal ferroviaire de wagons-trémie (RWTT). 
Grâce aux wagons-trémie, les trains peuvent être déchargés à une vitesse horaire allant jusqu'à 1 500 tonnes/heure. 
| Équipement     | Longueur | Profondeur |
| -------------- | -------- | ---------- |
| Quai chimique  | 140 m    | 9,5 m      |
| Quai Boliden   | 100 m    | 9,5 m      |
| Quai profond 1 | 180 m    | 11,0 m     |
| Quai profond 2 | 626m     | 13,0m      |
| Total          | 1 266 m  |            |

### Port de la pierre d'argent (Hopeakiven satama)
La manipulation de vrac léger, comme la pierre à chaux, l'alumine et les matières premières pour les engrais, nécessite une attention particulière. 
Le vrac léger est donc stocké dans différentes parties du port, séparées les unes des autres.
| Équipement             | Longueur | Profondeur |
| ---------------------- | -------- | ---------- |
| Quai Pierre d'argent 1 | 160 m    | 9,5 m      |
| Quai Pierre d'argent 2 | 157 m    | 9,5 m      |
| Total                  | 317 m    |            |

### Port principal (Kantasatama)
Le port principal traite des conteneurs et des marchandises avec des grues portuaires polyvalentes.
L'ensemble logistique constitué du terminal, de la zone de chargement et des installations de stockage permet de traiter les marchandises les plus sensibles à l'abri des intempéries.
La capacité de stockage du port principal est de 44 019 m2 de  pour les marchandises générales et le vrac propre.
| Équipement              | Longueur | Profondeur |
| ----------------------- | -------- | ---------- |
| Quai 1                  | 162 m    | 9,5 m      |
| Quai 2                  | 161 m    | 9,5 m      |
| Quai tous temps         | 122 m    | 8,3 m      |
| Quai chimique           | 83 m     | 9,5 m      |
| Quai de conditionnement | 164 m    | 4,0 m      |
| Total                   | 692 m    |            |

## Galerie

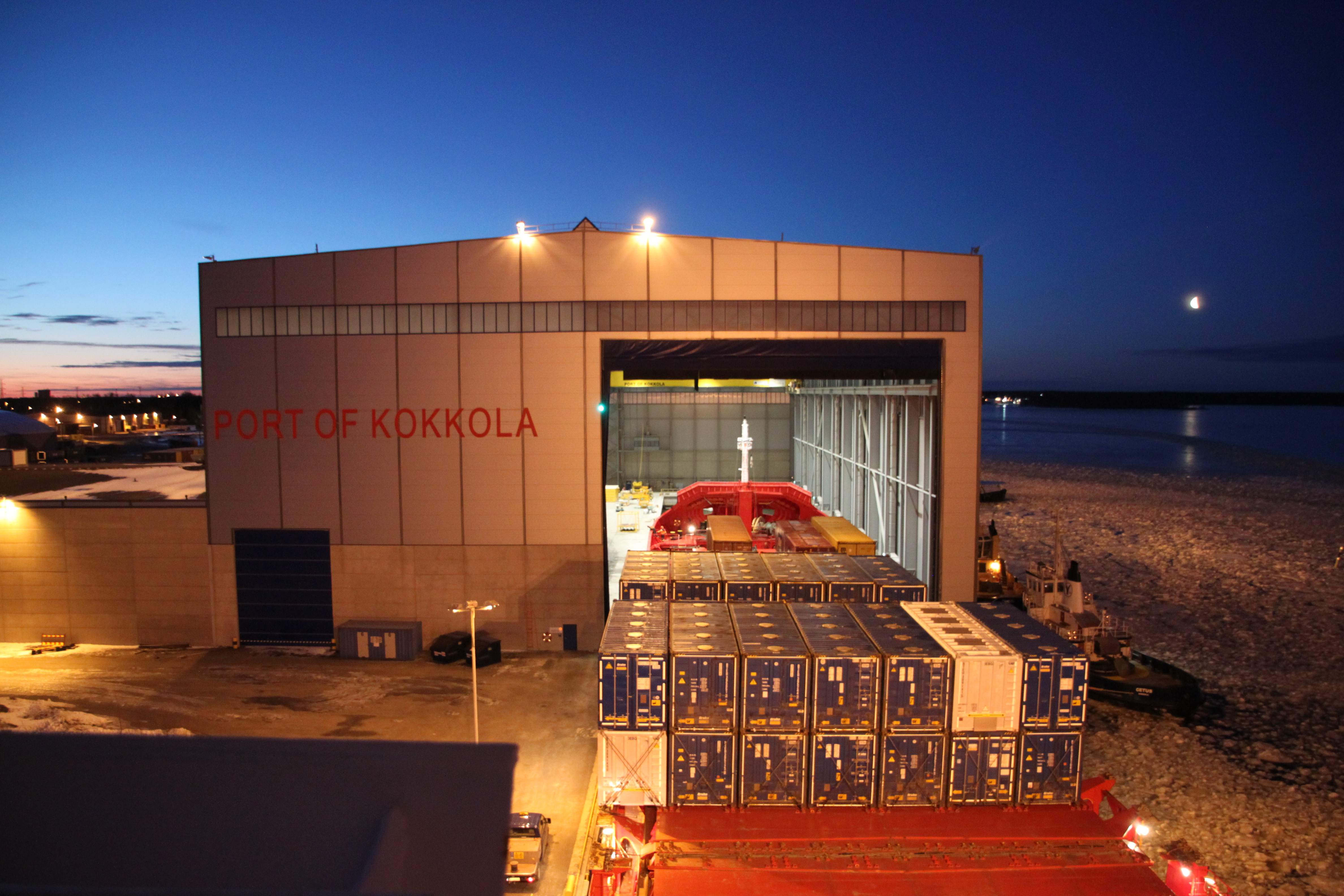
CONMAR GULF dans le terminal tous temps.
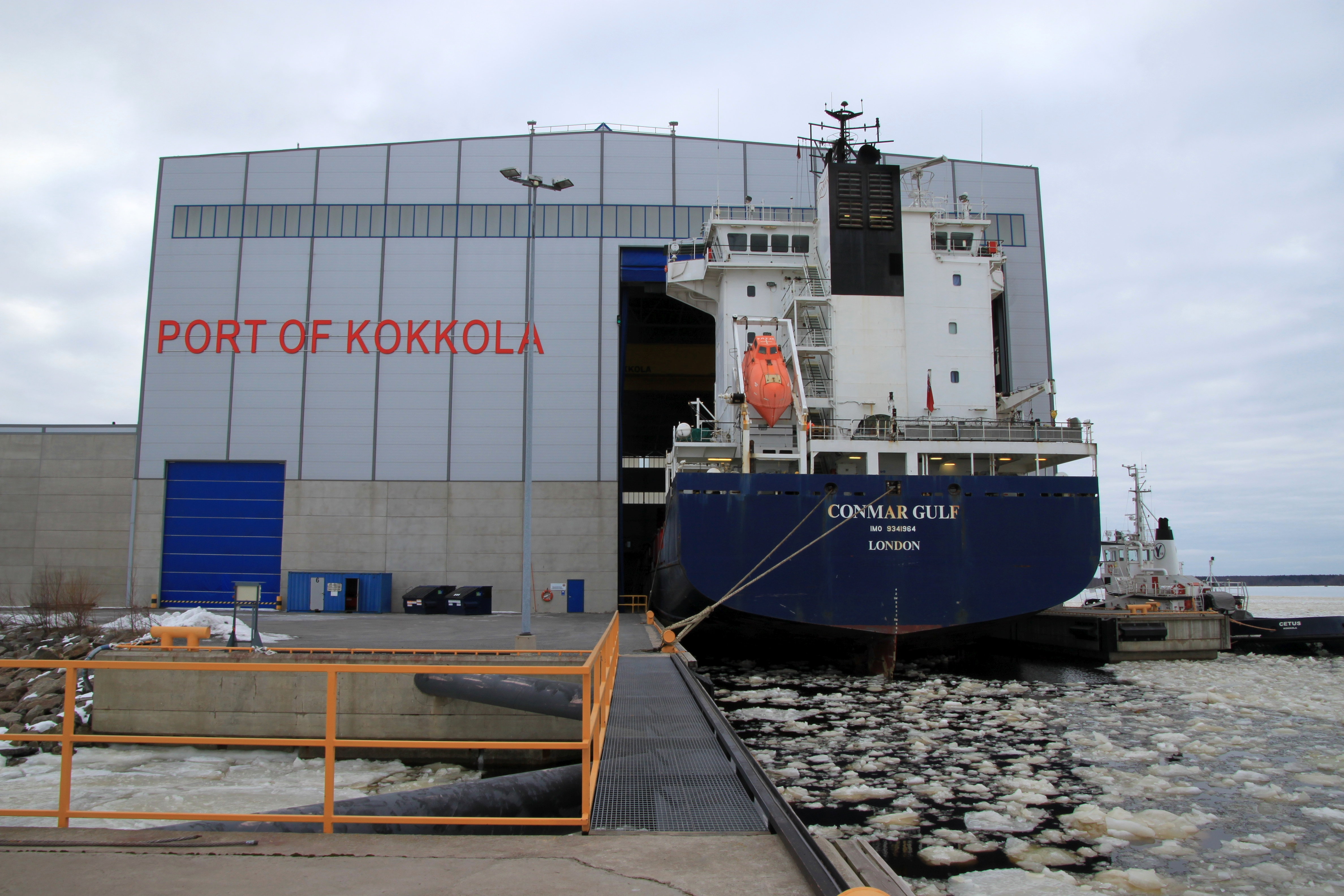
CONMAR GULF dans le terminal tous temps.
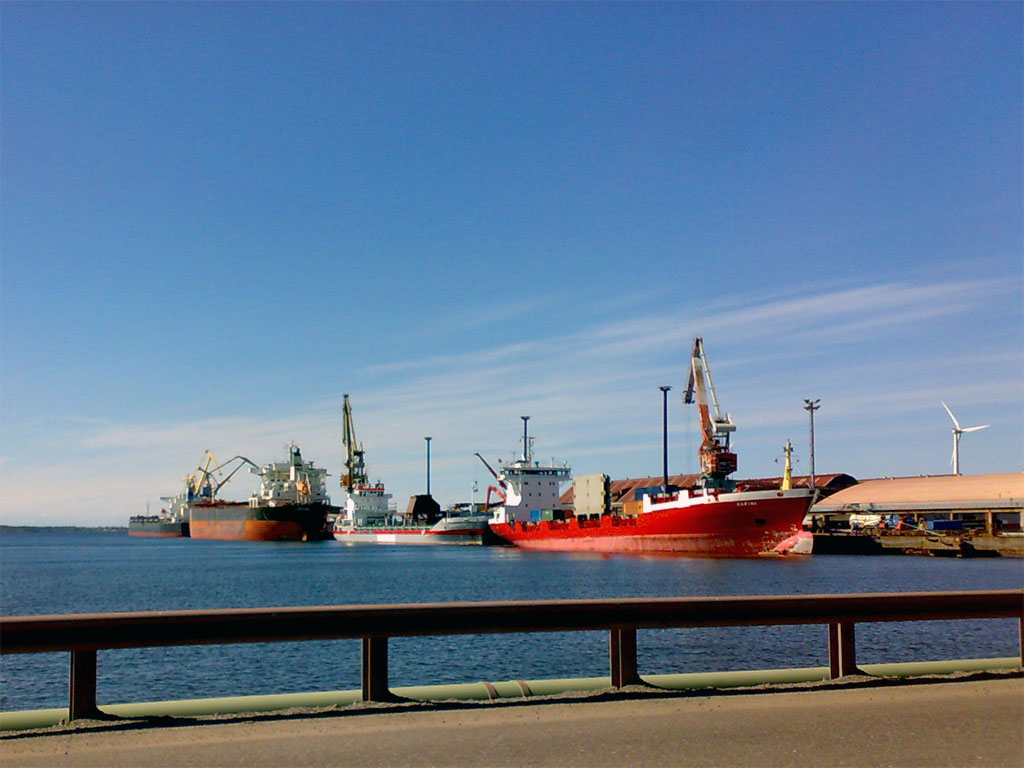
Quai profond.